# لغات اليمن القديمة

## اللغات أو اللهجات في جنوب الجزيرة العربية
يطلق هذا المصطلح على اللغات واللهجات العربية الجنوبية المدونة بالخط المسند والخطوط الأخرى المشتقة منه وتنتشر هذه اللغات واللهجات في اليمن وحضرموت وعٌمان والحبشة وعلى الساحل الأفريقي الشرقي. ومن هذه اللغات التي بادت السبئية والمعينية والقتبانية وما زالت بعض منها متداولة حتى يومنا هذا في الحبشة، كالجعزية والأمهرية أما في جنوب الجزيرة فتنتشر عدد من اللهجات العربية الجنوبية التي ما زالت متداولة على السنة العامة مثل المهرية والشحرية والسقطرية. 
تؤرخ الكتابات المسندية إلى المائة الثامنة قبل الميلاد وتمتد إلى الألف الأول قبل الميلاد (إسماعيل2000: 64). 
وتعود النقوش العربية الجنوبية ـ وهي في شكل نذور ووثائق ونقوش على القبور ـ إلى فترة ما بين (700 ق. م) و(500م).
وتضم العربية الجنوبية بضع لهجات منها السبئية والمعينية والقتبانية ولهجة حضرموت. أما اللغات المعاصرة لجنوب الجزيرة العربية فليست مكتوبة وهي في طريقها إلى الانقراض نتيجة انتشار اللغة العربية الشمالية. وأشهر تلك اللغات هي المهرية والسقطرية(بعلبكي1981: 105)

## السبئية
تنتشر هذه اللهجات بشكل رئيس في منطقة مأرب (صرواح) وتُعتبرأغنى اللهجات بالكتابات وكذلك من حيث تواصلها التاريخي وتنقسم هذه اللهجة إلى ثلاث فترات.
الفترة الأولى: فترة مكارب سبا ووتتسم خطوط هذه الفترة بالاستقامة والشكل المستطيل والزوايا والظهر البسيط تنسب المساند اللوالبية لهذه الفترة.
الفترة الثانية: القترة الوسطى تتصف بالخطوط المنحنية ذات الزوايا المزينة بالحواشي.
الفترة الثالثة: وتؤرخ بالمئتين الخامسة ة السادسة الميلاديتين. 
تختص السبئية في فتراتها الثلاث باستعمال هاء التعدية بدلاً من السين في بقية الهجات، والضمائر التي تبدأ بحرف الهاء بدلاً من السين وأسماء الإشارة التي تبدأ بحرف الهاء بدلاً من حرف السين بينما المضارع كان ينتهي بحرف النون وكان فيها حرف الجر هو (ع د، ع د ي) بينما في الفترة الثالثة كان حرف الكاف يستخدم كاداة ربط (إسماعيل2000 : 67).

## المعينية
عثرعلى أكثر المساند المعينية (الخطوط المسندية) في منطقة (قرناو، براقش، يثيل) وتعود إلى ما قبل الميلاد ومن خصائص هذه اللهجة هي سين التعدية بدلاً من الهاء وضمائر الغائب تبدأ بالسين أيضاً وتدل الكاف على معنى (إلى أو لأجل) بدلاً من اللام السبئية (بيستون1995 : 107 – 111).

## القتبانية
تنتشر في مملكة قتبان بوادي بيحان وحريب شرقي سبأ (شبوة الآن) وتؤرخ بالمائة الخامسة قبل الميلاد واستمرت حتى بداية العصر الميلادي وربما إلى المائة الثالثة الميلادية وأهم خصائصها هي سين التعدية والسين التي تكون ضمائر الغائب والميل لختم الألفاظ بحرف الواو بدلاً عن الياء في بقية اللهجات واستعمال المضارع المقترن بالباء وتجرده من حرف النون في الأخر (بيستون1995 : 116 - 120).

## الحضرمية
عثر على أكثر المساند(الخطوط المسندية) في شبوة العاصمة ووادي حضرموت وتشترك هذه اللهجة مع المعينية والقتبانية في سين التعدية وضمائر التعدية بدلاً من الهائية وأبدلوا فيها حرف الثاء إلى حرف السين الثالثة وإلحاق النون والهاء بالأسماء للتعريف في حين تستخدم النون وحدها لتعريف الأسماء في اللهجات الأخرى واستعمال الهاء بدلا من اللام بمعنى(إلى، من أجل،)واستعمال (أو) بدلاً من (ع د، ع د ي) في بقية اللهجات (بيستون1995 : 122 - 126).

## خصائص الخط المسند
يمكن الكتابة به من اليمين إلى اليسار والعكس. عند الانعكاس يمكن قلب الحرف أيضا بشكل المراة انظر الصورة لترى الانعكاس بين السطر الأول والثاني مثلا. يفيد هذا الانعكاس في توفير الوقت بدلا من الانتقال إلى بداية السطر الأول.
•يكتب بأحرف منفصلة وغير متصلة.
•يفصل بين الكلمات بخط عمودي |.
•يضاعف الحرف عند الدلالة على التشديد.
•لا يحتوي على حركات أو تنقيط.